# Стара Студниця
Стара Студниця (пол. Stara Studnica, нім. Alt Stüdnitz) — село в Польщі, у гміні Каліш-Поморський Дравського повіту Західнопоморського воєводства.
Населення — 85 осіб (2011).
У 1975-1998 роках село належало до Кошалінського воєводства.

## Демографія
Демографічна структура станом на 31 березня 2011 року:
|          | Загалом | Допрацездатний вік | Працездатний вік | Постпрацездатний вік |
| -------- | ------- | ------------------ | ---------------- | -------------------- |
| Чоловіки | 45      | 5                  | 35               | 5                    |
| Жінки    | 40      | 6                  | 19               | 15                   |
| Разом    | 85      | 11                 | 54               | 20                   |